# Archieparquía de Hierápolis en Siria de los greco-melquitas
La archieparquía titular de Hierápolis en Siria de los greco-melquitas (en latín: Archieparchia Hierapolitana in Syria Graecorum Melkitarum) es una archieparquía titular de la Iglesia católica conferida a miembros de la Iglesia greco-melquita católica. Corresponde a una antigua arquidiócesis del patriarcado de Antioquía cuya sede estaba en la ciudad de Manbiy en el actual Siria. 

## Historia
Hierápolis de Siria es la antigua sede metropolitana de la provincia romana de Eufratensis, creada circa 341 en la diócesis civil del Oriente en el patriarcado de Antioquía.
Según la única Notitia Episcopatuum del patriarcado de Antioquía que se conoce, la Notitia Antiochena que data de la segunda mitad del siglo VI y fue elaborada por el patriarca Anastasio de Antioquía (quien gobernó el patriarcado dos veces entre 559 y 570 y entre 593 y 598), Hierápolis tenía nueve diócesis sufragáneas: Zeugma (hoy Balkis), Sura (hoy Suriya), Barbaliso (hoy ruinas de Qala'at Balis), Neocesarea en Siria (localización incierta), Perre (hoy Pirun), Urima (localización incierta), Doliche (hoy ruinas de Tell-Dülük), Germanicia (hoy Kahramanmaraş) y Dura Europos (cerca de Salhiyah). Tras la redacción de la Notitia la sede de Doliche ocupó el lugar de Hierápolis como sede metropolitana y Germanicia fue elevada a arquidiócesis autocéfala. Originalmente pertenecían al metropolitanato de Hierápolis también las sedes de Ciro y Sergiópolis (con sus sufragáneas), de las que se separaron en el siglo VI.
Lequien nombra a diez obispos de Hierápolis. Entre los más conocidos se encuentran Alejandro de Hierápolis, un ardiente defensor del nestorianismo, que murió en el exilio en Egipto; Philoxenus de Mabbug, un famoso erudito miafisita; y Esteban de Hierápolis (c. 600), autor de una vida de san Golindouch. 
Desde la primera mitad del siglo VII, la región fue ocupada por los árabes, que obligaron a los funcionarios bizantinos, incluidos los obispos, a huir dentro de las fronteras del imperio. La presencia cristiana continuó con las comunidades de la Iglesia ortodoxa siria. Algunos obispos jacobitas están atestiguados entre los siglos VIII y XIII. Chabot menciona trece arzobispos jacobitas del siglo IX al XII.
Los cruzados nunca capturaron a Manbiy durante sus invasiones del Levante del siglo XI al XII, pero el arzobispado latino de Hierápolis se restableció en la ciudad de Tell-Dülük en 1134. Un obispo latino, Franco, es conocido en 1136.

### Sede titular
Una sede titular católica es una diócesis que ha cesado de tener un territorio definido bajo el gobierno de un obispo y que hoy existe únicamente en su título. Continúa siendo asignada a un obispo, quien no es un obispo diocesano ordinario, pues no tiene ninguna jurisdicción sobre el territorio de la diócesis, sino que es un oficial de la Santa Sede, un obispo auxiliar, o la cabeza de una jurisdicción que es equivalente a una diócesis bajo el derecho canónico.
La archieparquía titular de Hierápolis en Siria de los greco-melquitas fue conferida por primera vez por la Santa Sede el 26 de febrero de 1961 al obispo Gabriel Acacius Coussa, B.A..
Existe además la arquidiócesis titular latina de Hierápolis en Siria y la eparquía titular de Hierápolis en Siria de los sirios.

## Cronología de los obispos

### Obispos de la sede residencial
- Filotimo † (mencionado en 325)
- Teodoto † (mencionado en 381)
  - Alejandro † (antes de 431-434 exiliado) (obispo nestoriano)
- Panolbio † (mencionado en 444)
- Juan † (mencionado en 445)
- Esteban I † (antes de 446-después de 459)
- Ciro † (circa 487/490)
- Filosseno † (antes de 493 circa-518 exiliado)
- Teodoro † (mencionado en 553)
- Esteban II † (mencionado en 600 circa)

### Obispos de la sede titular
- Gabriel Acacius Coussa, B.A. † (26 de febrero de 1961-19 de marzo de 1962 nombrado cardenal presbítero de San Atanasio)[4]